# 飯田グループホールディングス

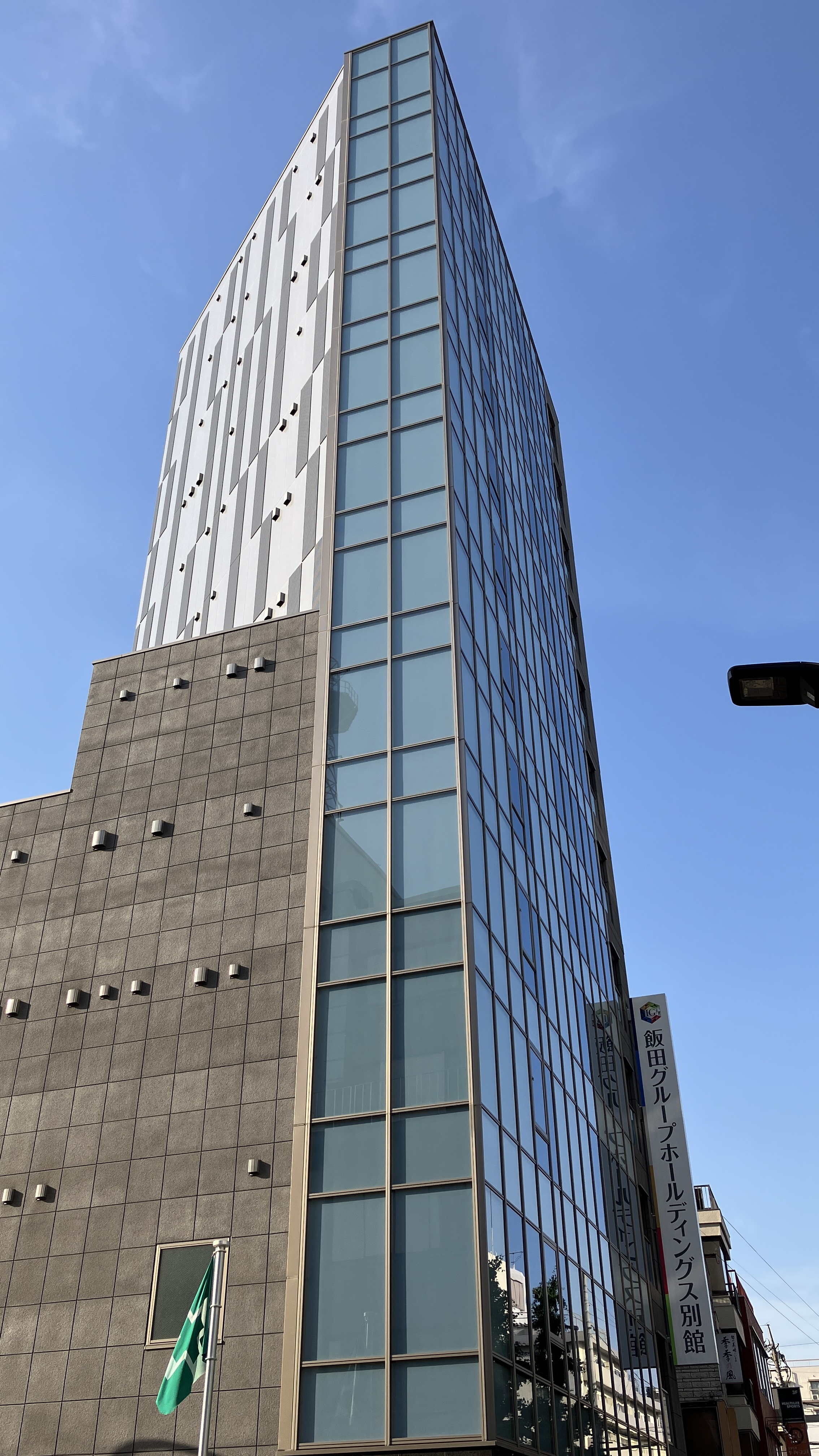
飯田グループHD別館。グループ会社数社も入居する。

飯田グループホールディングス株式会社（いいだグループホールディングス、英語: Iida Group Holdings Co., Ltd.）は、不動産会社を統括する日本の持株会社。JPX日経インデックス400の構成銘柄の一つ。

## 概要
2013年11月1日、一建設（旧飯田建設工業）、飯田産業、東栄住宅、タクトホーム、アーネストワン（旧伏見建設工業）、アイディホームの6社の経営統合により発足した。経営統合前は飯田産業、東栄住宅、タクトホーム・アーネストワンは東証第一部に、一建設とアイディホームはジャスダックにそれぞれ上場していた。
2025年4月現在、飯田グループ全体で戸建て分譲住宅の国内シェアの3割を占め、業界最大手となっている。

## 沿革
参照：

### 経営統合前
- 1967年2月  - 総合建築請負業を目的に、飯田建設工業（現：一建設）を設立。
- 1975年7月  - 飯田建設工業が不動産分譲事業に進出。
- 1976年12月 - 飯田建設工業が東栄住宅（1951年設立）を買収。
- 1977年7月  - 飯田建設工業の不動産分譲事業を、飯田産業として分社化。
- 1981年5月  - 飯田建設工業が総合建築請負業の一部を、伏見建設工業（後の伏見建設、現：アーネストワン）として分社化。
- 1985年10月 - 飯田産業が、タクトホーム（1984年設立）を買収。
- 1986年5月  - 飯田建設工業がタクトホームの株式を取得。
- 1994年1月  - 飯田建設工業と飯田産業がタクトホームの株式を売却。
- 1995年7月  - 飯田建設工業が伏見建設の株式を売却（マンション事業より撤退）。
- 1995年9月  - 飯田建設工業が戸建住宅関連事業の子会社として、アイディホームを設立。
- 1995年12月 - 飯田建設工業が東栄住宅と、飯田産業の株式をそれぞれ売却。
- 1999年9月  - 東栄住宅が株式を店頭公開（2002年1月に東証第一部指定）。
- 2000年2月  - 飯田産業が株式を店頭公開（2002年4月に東証第一部指定）。
- 2002年2月  - アーネストワンがジャスダック市場へ上場（2005年3月に東証第一部指定）。
- 2003年8月  - タクトホームがジャスダック市場へ上場（2004年11月に東証第一部指定）。
- 2009年12月 - 一建設がジャスダック市場へ上場。
- 2011年3月  - アイディホームがジャスダック市場へ上場。

### 経営統合後
- 2013年11月1日 - 一建設、飯田産業、東栄住宅、タクトホーム、アーネストワン、アイディホームの共同株式移転により飯田グループホールディングス株式会社を設立[6]。飯田グループHDが東証第一部市場に上場。
- 2014年5月22日 - グループ会社向けに住宅資材を供給しているファーストウッドの株式88.79%を追加取得[7]。
- 2014年9月 - ロシア法人として、Iida Group RUS LLCを設立。
- 2016年1月 - 米国法人として、Iida Group Holdings, Inc.を設立[8]。
- 2016年3月 - 新宿区西新宿2丁目の新宿住友ビルディングに本社移転[9]。
- 2016年7月 - インドネシア法人として、PT. Iida Group Holdingsを設立。
- 2016年7月29日 - 大手総合商社の伊藤忠商事より、複層ガラスメーカーのIGウインドウズ（旧伊藤忠ウインドウズ）の株式85.0％を取得[10]。
- 2016年12月26日 - 連結子会社の飯田産業が、木造住宅のユニバーサルホームの全株式を取得[11]。
- 2018年4月 - 連結子会社の飯田産業より、ホームトレードセンター（旧飯田ホームトレードセンター）の全株式を取得。
- 2019年6月 - 武蔵野市西久保1丁目に本社移転[12]。
- 2019年10月 - 住宅機器メーカーのファーストプラスを買収。
- 2021年1月26日 - 内装建材メーカーのオリエントの全株式を取得[13]。
- 2022年1月 - ロシア最大の木材企業のRussia Forest Products (BVI) Ltd.の持分75.0％を取得[14][15]。
- 2022年4月 - 東証の市場区分見直しに伴い、プライム市場に移行。
- 2023年5月30日 - 不動産私募ファンドの運営子会社として、合同会社Haleを設立[16]。
- 2023年10月31日 - 連結子会社のタクトホームが、戸建て向けリフォームなどを手掛けるファーストライフの全株式を取得[17]。
- 2025年4月7日 - 同年4月下旬をメドに、米国の住宅会社のPatrick Malloy Companies, LLCを買収すると発表[注釈 1][18]。

## 主なグループ会社
- 一建設株式会社
- 株式会社飯田産業
- 株式会社東栄住宅
- タクトホーム株式会社
- 株式会社アーネストワン
- アイディホーム株式会社
- 住宅情報館株式会社
- 住宅情報館フィナンシャルサービス株式会社
- 飯田ホームトレードセンター株式会社
- 株式会社オリエンタル・ホーム
- ビルトホーム株式会社
- 株式会社ファミリーライフサービス
- パラダイスリゾート株式会社
- 東栄ホームサービス株式会社
- 株式会社ソリド・ワン
- ファーストウッド株式会社
- ファーストプラス株式会社

## 広告活動
- 歌舞伎役者の十三代目市川團十郎白猿を起用[注釈 2]した企業広告を展開しており、2015年に放映された「東京ドーム120個分」のCMなどで知られる。
- また、2017年からは「すまいーだ」のCMも放映されており、こちらは歌手の華原朋美がCMソングを歌っている。
- なお、CMは関東地区で主に放映されているほか、飯田グループHDの公式HPからも視聴できる。
- テレビでは『嗚呼!!みんなの動物園』（日本テレビ系列）[注釈 3][注釈 4]などの番組のスポンサーについている。
- ラジオでは、JFN系列(JFNC)にて、2017年4月～2018年3月の期間で平日13時と14時の時報CMを放送していた。華原朋美が時報ナレーションを担当していた。

## 不祥事

### 景品表示法違反
根拠がないのに「注文住宅会社No.1」などと宣伝したことが景品表示法違反（優良誤認）に当たるとして、消費者庁は2024年2月29日付で飯田グループホールディングスとグループ4社に再発防止を求める措置命令を出した。グループ4社は、住宅情報館、一建設、飯田産業、アーネストワン。発表によると、5社は2022年2月から2023年9月、自社サイトやチラシなどに「皆様に選ばれて3冠達成 注文住宅会社No.1」「顧客満足度No.1」などと記載した。しかし住宅購入者らへの調査ではなく、調査会社に登録したアンケート用会員などが回答していた。